# Crobylanthe pellacalyx
Crobylanthe pellacalyx är en måreväxtart som först beskrevs av Henry Nicholas Ridley, och fick sitt nu gällande namn av Cornelis Eliza Bertus Bremekamp. Crobylanthe pellacalyx ingår i släktet Crobylanthe och familjen måreväxter. Inga underarter finns listade i Catalogue of Life.